# سد أولوز
سد أولوز هو سد تم إنشاءه على وادي سوس، وهو يقع في شمال مدينة أولوز. تبلغ سعته 110 مليون متر مكعب من المياه، ومعظم مياهه مصدرها من جبال الأطلس الكبير، ومن سد المختار السوسي. يتواجد هدا السد في منطقة أولوز المعروفة بنشاطها الفلاحي، كما أن هدا السد يعتبر مورد الحياة لمعضم فلاحي منطقة أولوز والفايض وإداوكماض.
يعمل سد أولوز أيضاً على تزويد الضيعات الفلاحية الخاصة بإنتاج الحوامض بماء السقي بمنطقة سبت الكردان، كم تم تمديد قناة مائية من سبت الكردان إلى محطة معالجة الماء بسيدي بوسحاب لتقوية الصبيب المائي لأكادير.
في السنوات الأخيرة، أصبح سد أولوز في وضعية حرجة بحيث أنه يكفي فقط لسقي مدار الكردان.